# Symphonie en ré mineur « La casa del Diavolo »
La Symphonie en ré mineur « la casa del Diavolo » opus 12 no 4  (G. 506) est une symphonie de Luigi Boccherini composée en 1771 alors que le musicien est au service de l'infant Don Luis d'Espagne. Le manuscrit indique pour le dernier mouvement : « Chaconne qui représente l'Enfer et qui a été faite à l'imitation de celle de Mr Gluck dans le Festin de pierre. »

## Structure
Cette symphonie de Boccherini, comme la plupart des symphonies classiques de cette époque, comprend trois mouvements et son exécution dure un peu moins de vingt minutes.
| I   | Andante sostenuto - Allegro assai                      | / | ré mineur       | Thème identique à l'Allegro de la sonate pour clavier et violon opus 5 no 4 (1768).                 |
| II  | Andantino con moto                                     |   | si bémol majeur | |
| III | Andante sostenuto (reprise du 1er mouvement) - Allegro |   | ré mineur       | Le motif de la « chaconne » est emprunté au ballet de Gluck Don Juan ou le festin de pierre (1761). |

## Orchestration
| Symphonie en ré mineur « la casa del Diavolo »                      |
| Cordes                                                              |
| premiers violons, seconds violons, altos, violoncelles, contrebasse |
| Bois                                                                |
| 2 hautbois                                                          |
| Cuivres                                                             |
| 2 cors d'harmonie                                                   |

## Discographie
- Intégrale des symphonies (vol. 3), op. 12, 4-6 [G.506-508] - Deutsch Kammerakademie Neuss, dir. Johannes Goritzki (1990, CPO 999 173-2)
- Europa Galante, dir. Fabio Biondi (novembre 2004, Virgin 3 63430-2) — révision d'Antonio de Almeida.
- Pulcinella Orchestra, dir. Ophélie Gaillard (2019, Aparté AP194)[3]